# Gary Peacock
Gary Peacock (født 12 maj 1935 i Idaho USA, død 4. september 2020) var en amerikansk kontrabasist. 
Peacock har spillet i alle genrer af jazz, men har især dyrket den moderne jazz. 
Han var bassist i Keith Jarretts trio, men har spillet og indspillet med mange af jazzens store musikere såsom Paul Bley, Albert Ayler, Tony Williams, Art Pepper, Bill Evans, Paul Motian,  Sunny Murray, Chick Corea, Carla Bley og Ralph Towner.

## Diskografi
Peacock har indspillet en række plader i eget navn:
- First Encounter
- Tales Of Another (1977)
- Paul Bley with Gary Peacock
- December Poems (1978)
- Shift In The Wind (1980)
- Voice From The Past (1981)
- Guamba (1987)
- Oracle (1993)
- Just So Happen (1994)

Han har ligeledes medvirket som sideman på andre albums:
- Tony Williams: Spring
- Paul Bley: Mr. joy
- Keith Jarrett:
  - Standards vol. 1 og 2 
  - Standards Live
  - Still Live
  - Standards in Norway
  - Tribute
  - The Cure
  - Bye Bye Blackbird
- Chick Corea Live At Montreaux